# Inspectie van het Onderwijs (Nederland)
De Inspectie van het Onderwijs (IvhO), ook wel Onderwijsinspectie genoemd, is een Nederlands inspectie-orgaan en valt onder het ministerie van Onderwijs, Cultuur en Wetenschap. De missie van de organisatie is 'Effectief toezicht voor beter onderwijs'. De inspectie bewaakt de kwaliteit van het onderwijs en doet dit onder andere door het bezoeken van scholen.

## Algemeen
De Inspectie van het Onderwijs is niet onafhankelijk maar valt onder het ministerie. Het is binnen het ministerie een intern controleorgaan. De inspectie wordt geleid door de inspecteur-generaal van het Onderwijs. Voor het Katholiek Onderwijs is er een bijkomende inspectie voor het onderwijs, deze inspecteur heet de Bisschoppelijk Gedelegeerde voor het Onderwijs. Elk bisdom heeft een gedelegeerde die gezamenlijk het College van Bisschoppelijk Gedelegeerden voor het Onderwijs vormen en zetelen in Utrecht.
De rapporten van de inspectie zijn pas sinds 1997 openbaar. Hiervoor waren de rapporten vertrouwelijk en werden niet gepubliceerd. Het dagblad Trouw heeft namelijk in dat jaar bij de rechter een beroep gedaan op de Wet openbaarheid van bestuur. Dit beroep heeft Trouw gewonnen, waardoor de inspectie gedwongen werd haar bevindingen openbaar te maken. Betrokken particulieren zoals ouders en leerlingen kunnen nu deze informatie gebruiken bij de keuze van een school.

## Werkwijze
De meeste scholen worden niet jaarlijks maar om de paar jaar geïnspecteerd en de resultaten worden gepubliceerd op de site van de Onderwijsinspectie. Van de meeste scholen zijn één of twee rapporten beschikbaar. Deze rapporten worden allemaal volgens een vaste lay-out gemaakt:
- In de inleiding wordt de werkwijze uitgelegd.
- In de uitgangssituatie worden ontwikkelingen in personeel, leerlingenpopulatie, gebouw en gym beschreven. Men geeft bijvoorbeeld aan hoeveel zorgleerlingen een school heeft. Dit zijn leerlingen waarvoor de school extra geld krijgt omdat zij extra zorg vergen, de zogenaamde kinderen met een rugzakje.
- Er is een oordeel en toelichting op de kwaliteitsaspecten. Hierbij kijkt men naar de  kwaliteitszorg, toetsing en opbrengst. Hierbij worden de opbrengsten vergeleken met de verwachtingen. Er zijn voor de verschillende leerlingen verschillende verwachtingen. De verwachtingen zijn aangepast op de mogelijkheden van het kind. Men kijkt naar het percentage zittenblijvers en het aantal verwijzingen naar het Speciaal basisonderwijs. Tot nog toe vormde de score op de Cito-toets en het aantal deelnemers aan deze toets geen onderdeel van de inspectie. Maar dat gaat veranderen.

Bij de volgende inspectie wordt gekeken of de school de kwaliteit heeft behouden en of eventuele aandachtspunten van het vorige inspectiebezoek zijn opgepakt en verbeterd. De inspectie is bevoegd om een school (gedeeltelijk) te sluiten, de instelling te verbieden om nieuwe leerlingen aan te nemen en/of de onderwijslicentie in te trekken.

## Gevolgen
Door de inspectierapporten wordt de kwaliteit van een school inzichtelijk gemaakt. Deze informatie kan door de scholen gebruikt worden om zaken op te pakken en te verbeteren.
Het rapport is een subjectieve beoordeling van de kwaliteit van een school. 